# Ruggles of Red Gap
Ruggles of Red Gap er en amerikansk stumfilm fra 1923 af James Cruze.

## Medvirkende
- Edward Everett Horton som Ruggles
- Ernest Torrence som Egbert Floud
- Lois Wilson som Kate Kenner
- Fritzi Ridgeway som Emily Judson
- Charles Stanton Ogle som Jeff Tuttle